# Amgoe (plaats)
Amgoe (Russisch: Амгу) is een plaats (selo) in het gemeentelijk district Ternejski in het noordoosten van de Russische kraj Primorje. De plaats ligt aan de kust van de Japanse Zee, aan de monding van het gelijknamige riviertje, waaraan zij haar naam ontleent. De naam Amgoe is een verbastering van de naam Amagoe, zoals het riviertje voor de komst van de Russen werd genoemd.
De plaats werd gesticht in 1900 door oudgelovigen. In het boek Dersoe Ozala (1923) schreef de Russische ontdekkingsreiziger Vladimir Arsenjev dat het dorp 18 huizen telde. De oudgelovigen woonden er samen met een Oedegeïsche familie, waarvan alle lden echter omkwamen door Pokken. De oudgelovigen zelf werden vervolgd door de communisten (NKVD) in de jaren 30. Na de oprichting van het district Ternejski in 1932 verschenen in het dorp een bosbouwbewdrijf, school, verpleeginrichting en een winkel.